# Carsony Brothers
Die Carsony Brothers, eigentlich Karl Raymond, Josef und Engelbert (Bert) Konrad Schrom, waren ein Artisten-Trio aus Wien-Simmering, das in den 1950ern und 1960ern weltberühmt wurde.

## Leben
Karl Raymond Schrom (* 14. September 1924 Wien; † 13. Dezember 2012 Las Vegas, USA) wurde als drittes Kind seiner Eltern in ärmlichsten Verhältnissen in Wien-Simmering geboren und wuchs gemeinsam mit den jüngeren Zwillingsbrüdern Josef (* 1935 Wien; † 1964 USA) und Engelbert Konrad (* 1935 Wien; † 1964 USA) und 13 weiteren Geschwistern in der Barackensiedlung Hasenleiten auf. Nachdem der Vater früh gestorben war, mussten die Kinder ihren Beitrag zum Familienunterhalt leisten. Holz sammeln und das Suchen von Gelegenheitsjobs gehörte je nach Alter dazu. Bereits als 6-Jähriger war Karl Raymond Schrom vom Zirkus beeindruckt und beschloss, später Artist zu werden. Zu diesem Zweck begann er zu trainieren und wurde ein talentierter Turner. Die Teilnahme an den Olympischen Spielen 1940 stand im Raum, allerdings wurden diese Träume durch den Zweiten Weltkrieg zunichtegemacht. Im Alter von 17 Jahren wurde er 1941 zur Wehrmacht eingezogen, 1944 geriet er bei Monte Cassino in amerikanische Kriegsgefangenschaft. In diesem Zusammenhang wurde er in die USA in das Kriegsgefangenenlager Camp Carson, Colorado, verbracht, in dem er weiter trainierte, eine Theatergruppe gründete und seinen jüngeren Brüdern per Gefangenenpost Übungsanleitungen in die Heimat sandte, die diese eifrig befolgten. Bereits im Lager hatte Karl beschlossen, eines Tages als Artist in die USA zurückzukehren.

## Karriere
1948 kehrte Karl Raymond Schrom nach Wien zurück und gründete mit seinen beiden Brüdern die „Carsony Brothers“. Der Name ist eine Anspielung an das Kriegsgefangenenlager in Carson. Zunächst folgten Auftritte in einem Wiener Varieté, danach Engagements in Ungarn, Australien, Afrika, Indien sowie in den USA, wo sie von Bob Hope entdeckt und gefördert wurden. Mit ihrer Nummer, dem einarmigen Handstand auf einem Spazierstock, begeisterten sie das Publikum, was auch auf das Entertainer-Talent von Karl zurückzuführen war.
Der große Durchbruch gelang den Carsony Brothers, als Karl eine Wette mit einem Millionär in Hollywood einging und den einarmigen Handstand auf einem Spazierstock ungesichert auf dem Leuchtreklame-Schild am Dach eines Nachtklubs in Las Vegas vollführte und es damit in die Schlagzeilen der Zeitungen schaffte. Danach folgten regelmäßige Auftritte in Hollywood, Las Vegas, Paris, London oder Monaco und auch weitere Auftritte in luftigen Höhen wie z. B. bei der Eröffnung des Sahara Las Vegas.
Die Carsony Brothers waren zu Hollywood-Stars geworden und pflegten Freundschaften mit Stars wie Dean Martin, Jerry Lewis, Frank Sinatra, Sammy Davis junior, Liza Minnelli, The Andrew Sisters, den Kessler-Zwillingen und Liberace, der ihnen half, die US-amerikanische Staatsbürgerschaft zu erlangen. 1955 kehrten sie für einen Auftritt im Wiener Moulin Rouge in ihre Geburtsstadt zurück. 1960 spielten die Brüder sich selbst in der TV-Serie „Vera Lynn Presents“.
Als sich die Zwillingsbrüder Josef und Engelbert 1964 binnen einen Monats aus unbekannten Gründen beide das Leben nahmen, endete die Karriere der Carsony Brothers abrupt. Karl versuchte noch eine Zeit lang eine Solo-Karriere und 3 Jahre lang halfen The Goofers™ über die Runden. Schließlich arbeitete er als Croupier in einem Casino in Las Vegas. Bis zu seinem Tod 2012 lebte er in bescheidenen amerikanischen Verhältnissen und wurde wie seine Brüder am Simmeringer Friedhof begraben.

## Grab
Alle Brüder sind im Familiengrab am Friedhof Simmering, Teil N, Gruppe 6, Reihe 6, Nummer 5 beerdigt.

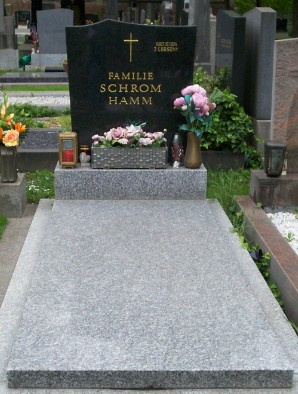
Grabstätte der Carsony Brüder

## Ehrungen
- 2014 – Dokumentation The Carsony Brothers – Von Wien nach Las Vegas über das Leben der Carsony Brothers durch den ORF und die Filmwerkstatt Wien, gefördert vom Filmfonds Wien und Fernsehfonds Austria.[11][8][12][13][14]
- Am 29. November 2016 wurde in der Hasenleitensiedlung in Wien-Simmering der Carsonypark nach den drei Brüdern benannt.